# Operation Paget
Operation Paget ist eine 2004 begonnene Nachforschung der Metropolitan Police, um diverse Verschwörungstheorien zu untersuchen, die den Tod von Diana, Princess of Wales, am 31. August 1997 betrafen. Der umfangreiche Bericht mit den Ermittlungsergebnissen wurde am 14. Dezember 2006 veröffentlicht.

## Ermittlungsverfahren
Die strafrechtlichen Ermittlungen im Vereinigten Königreich wurden am 6. Januar 2004 eingeleitet, als der Coroner of the Queen's Household, Michael Burgess, den Metropolitan Police Commissioner, Sir John Stevens, bat, Recherchen anzustellen über Anschuldigungen bezüglich einer Vertuschung und Verschwörung beim MI6, im Auftrag der britischen Königsfamilie den Verkehrsunfall in Paris, bei welchem Diana und Dodi ums Leben gekommen waren, verursacht zu haben.

### Hintergrund
Die Ermittlungen waren rechtlich notwendig; sobald die Untersuchung der Todesumstände auch im Vereinigten Königreich angelaufen war, wurde es für den Untersuchungsrichter offensichtlich, dass Anschuldigungen gemacht worden waren, ein Verbrechen hätte im Geltungsbereich der Gesetze des Vereinigten Königreichs stattgefunden: nämlich Verschwörung zum Mord. Untersuchungsrichter sind rechtlich verpflichtet, der Polizei jede Information und jeden Beweis zu übergeben, dessen sie gewahr werden, und ein vermutetes oder tatsächliches Verbrechen betreffen. Die Basis der Ermittlungen waren öffentliche Äußerungen, die hauptsächlich von Dodi Al-Fayeds Vater Mohamed Al-Fayed gemacht wurden.

### Umfang
Beschränkten sich die Ermittlungen anfangs auf die allgemeinen Grundlagen der angeblichen Verschwörung, wurden sie alsbald ausgeweitet, um jede damit in Verbindung stehende Behauptung in den Medien, in rechtlichen Verfahrensanträgen, und in formaler Korrespondenz seit dem Crash zu umfassen. Der Detailgrad der Ermittlungen spiegelt sich im Umfang des Berichts von 832 Seiten wider, für deren Zusammenstellung ein Team erfahrener Polizeioffiziere fast 3 Jahre ermittelte.
Die meisten Dokumente der vorangegangenen französischen Untersuchung waren in französischer Sprache abgefasst, und ein wichtiger Arbeitsschritt beinhaltete, das französische Dossier (mit 6000 Seiten) korrekt zu übersetzen.

### Veröffentlichung
Der Bericht mit den Ermittlungsergebnissen wurde am 14. Dezember 2006 von John Stevens, Baron Stevens of Kirkwhelpington auf einer Pressekonferenz im Queen Elizabeth II Centre den Medien präsentiert. Stevens war Ende Januar 2005 als Polizeipräsident (Commissioner) der Metropolitan Police in den Ruhestand gegangen, aber weiterhin Ermittlungsleiter der Operation Paget geblieben. Neben ihm waren zur Konferenz noch Dave Douglas (Detective Chief Superintendent), Paul Stephenson (Deputy Commissioner of the Metropolitan Police) sowie Dick Fedorcio (Director of Public Affairs) erschienen, um die Fragen der versammelten Presse zu beantworten. Aufgrund des öffentlichen Interesses an Diana entschied die Metropolitan Police den Bericht am selben Tag im Internet zu veröffentlichen, obwohl er als internes Polizeidokument erstellt worden war. Die Kosten für die Ermittlungen beliefen sich auf 3,69 Millionen Pfund (rund 5,3 Mio. Euro).

### Zusammenfassung
Die einzelnen Kapitelüberschriften des Berichts lauten:
Einleitung
Kapitel 1 – Beziehung / Verlobung / Schwangerschaft
Kapitel 2 – Bekannte Drohungen an Diana, Princess of Wales
Kapitel 3 – Tätigkeiten der Paparazzi in Paris
Kapitel 4 – Henri Paul – Security Officer im Hôtel Ritz in Paris und Fahrer des Mercedes
Kapitel 5 – CCTV / (Verkehrsüberwachungskameras) in Paris
Kapitel 6 – Mercedes Wagen
Kapitel 7 – Blockierende Fahrzeuge / Unidentifizierte Fahrzeuge / Helle Blitze (die Fahrt zum Tunnel de l’Alma)
Kapitel 8 – Medizinische Versorgung von Diana nach dem Crash
Kapitel 9 – Die Einbalsamierung des Leichnams der Fürstin von Wales im Hôpital de la Salpêtrière
Kapitel 10 – Tätigkeiten der französischen Behörden
Kapitel 11 – Tätigkeiten des Foreign and Commonwealth Office / Britische Botschaft, Paris
Kapitel 12 – Tätigkeiten der britischen Behörden in Anbetracht der 'verdächtigen Tode'
Kapitel 13 – Leibwächter von Mohamed Al Fayed (Trevor Rees-Jones, Kieran Wingfield und Reuben Murrell)
Kapitel 14 – 'James' Andanson – französischer Fotojournalist und Besitzer von einem weißen Fiat Uno
Kapitel 15 – Central Intelligence Agency / National Security Agency, USA
Kapitel 16 – Der Secret Intelligence Service (MI6) und der Security Service (MI5)

### Folgerungen
Jedes Kapitel des Berichts folgerte, dass alle seit dem Crash gemachten Behauptungen in Sachen Verschwörung ohne Grundlage waren und alle vorliegenden Beweise darauf hindeuten, dass der Tod von Diana und Fayed durch einen tragischen Unfall verursacht wurde.

## Untersuchung der Todesursache
Nach englischem Recht ist bei plötzlichen oder unerklärlichen Todesfällen eine Untersuchung erforderlich. Die Untersuchungen begannen am 8. Januar 2007.

### Voruntersuchung
Am 3. April 2007 entschied der Deputy Coroner of the Queen's Household, Baroness Butler-Sloss, für Mohamed Al-Fayeds Anwälte den Zugriff auf die bei den strafrechtlichen Ermittlungen gesammelten Beweise unter gewissen Auflagen zu gestatten.
Am 15. Mai 2007 wurde von Baroness Butler-Sloss bekannt gegeben, dass das zugrundeliegende Material, welches vom Untersuchungsteam zusammengetragen worden war, sich auf über 11000 ausgedruckte Seiten beläuft, und darüber hinaus auch aus mehr als 1400 Fotografien besteht, zudem einige DVDs, großflächige Karten und anderes Datenmaterial enthält. Diese Unterlagen wurden inhaltlich freigegeben an die interessierten Personen und Anwaltteams.
In der letzten Anhörung zur Voruntersuchung, legte Lord Justice Scott Baker zwanzig Fragen fest, die der Fall
behandeln würde:
1. Ob Fahrfehler seitens Henri Paul die Kollisionsursache begründeten oder dazu beitrugen
2. Ob Henri Pauls Fähigkeit zu fahren beeinträchtigt war durch Alkohol oder andere Drogen
3. Ob ein Fiat Uno oder irgendein anderes Fahrzeug die Kollision verursachte oder dazu beitrug
4. Ob die Handlungen der Paparazzi die Kollisionsursache begründeten oder dazu beitrugen
5. Ob der Straßenverlauf/Tunnelaufbau und -konstruktion an sich gefährlich waren, und falls ja, ob dies zur Kollision beitrug
6. Ob irgendwelche helle/blitzende Lichter die Kollision verursachten oder dazu beitrugen, und falls ja, deren Herkunft
7. Wessen Entscheidung es war, dass die Fürstin von Wales und Dodi Al-Fayed vom Seiteneingang zum Ritz aus aufbrechen sollten, und, dass Henri Paul den Wagen fahren sollte
8. Henri Pauls Verbleib zwischen 19 und 22 Uhr am 30. August 1997
9. Die Erklärung für das Geld in Henri Pauls Besitz am 30. August 1997, sowie jenes auf seinen Bankkonten
10. Ob Andanson in der Nacht der Kollision in Paris war
11. Ob Dianas Leben gerettet werden hätte können, wenn sie das Krankenhaus früher erreicht hätte, oder ihre medizinische Behandlung anders gewesen wäre
12. Ob Diana schwanger war
13. Ob Diana und Dodi Al-Fayed beabsichtigten, ihre Beziehung bekannt zu geben
14. Ob, und falls, unter welchen Umständen, die Fürstin von Wales um ihr Leben fürchtete
15. Die Umstände in Zusammenhang mit dem Kauf des Rings
16. Die Umstände, unter denen Dianas Körper einbalsamiert wurde
17. Ob die Aussage Tomlinsons irgendwie die Kollision erhellt
18. Ob der britische oder irgendein anderer Geheimdienst irgendeine Beteiligung an der Kollision hatte
19. Ob irgend etwas sinister war, an (1) dem Einbruch bei Cherruault oder (2) der Störung bei der Big Pictures Agentur
20. Ob Korrespondenz von der Fürstin von Wales (einschließlich der von Prinz Philipp) verschwunden ist, und falls ja, unter welchen Umständen.

### Untersuchungsverfahren
Die Untersuchung der Todesursache wurde am 2. Oktober 2007 eröffnet und fand am Royal Courts of Justice in London statt.
Die Eröffnungserklärung von Lord Justice Scott Baker war weitgehend auf die Beweise und Ergebnisse des Paget Berichts gestützt.
Am 7. April 2008 kam die Jury zu dem Urteil, dass Diana und Al-Fayed 'widerrechtlich getötet' worden waren infolge 'grober Fahrlässigkeit' des Fahrers Henri Paul und der Paparazzi. Als beitragende Faktoren wurden unter anderem 'das beeinträchtigte Urteilsvermögen des Fahrers des Mercedes Henri Paul durch 'Alkohol' genannt, und dass keiner der tödlich Verunglückten einen Sicherheitsgurt angelegt hatte.